# 蔚县财神庙
蔚县财神庙，位于中国河北省张家口市蔚县蔚州镇蔚州古城，是一座明、清古建筑。已列为省级文物保护单位。

## 保护
2008年10月23日，蔚县财神庙公布为河北省第五批文物保护单位，编号V-3-27。